# Бора (язык)
Бора — индейский язык, распространён на западе Южной Америки. Относится к бора-уитотской семье языков. Общее число носителей — около 3390 человек, из них: 2330 человек в Перу (Лорето), 610 человек в Бразилии (Амазонас) и 450 человек в Колумбии (Амасонас). Выделяют близкородственный диалект миранья, на 94 % понятный носителям бора.
Порядок слов — SOV. Для письменности используется латинский алфавит, число грамотных невелико.
Алфавит, утверждённый в 2015 году: a, b, c, ch, d, ds, e, g, h, i, ɨ, j, k, ll, m, n, ñ, o, p, r, t, ts, u, v, w, y.